# 東京行進曲
『東京行進曲』（とうきょうこうしんきょく）は、菊池寛の小説。または同小説を映画化した日本の映画作品、その映画の主題歌。1929年の無声映画で監督は溝口健二。1927年の五所平之助監督の同名の映画とは無関係。

## 小説
大衆雑誌『キング』の1928年6月号-1929年10月号に連載。資産家と、腹違いの姉妹との悲恋がテーマである。完結前に映画化されたが（後述）、その後発表されたラストは映画の主題歌の影響を受けた、と指摘される。
完結直後の1929年12月には帝劇により戯曲として上演されており、内容はほぼ原作に沿いながらも映画の主題歌を最後に歌うなど、主題歌の影響が強く見られた。
「行進曲」という言葉は、本来はマーチの訳語であるが、1928年1月、神戸・京都・大阪の松竹座で映画の幕間劇として上演された岡田嘉子一座の「道頓堀行進曲」や、その主題歌である同名曲が人気となり、それ以後、新聞の社会面や映画・レコードの題名など様々な場面で用いられるようになり、一種の流行語となっていた。

## 映画

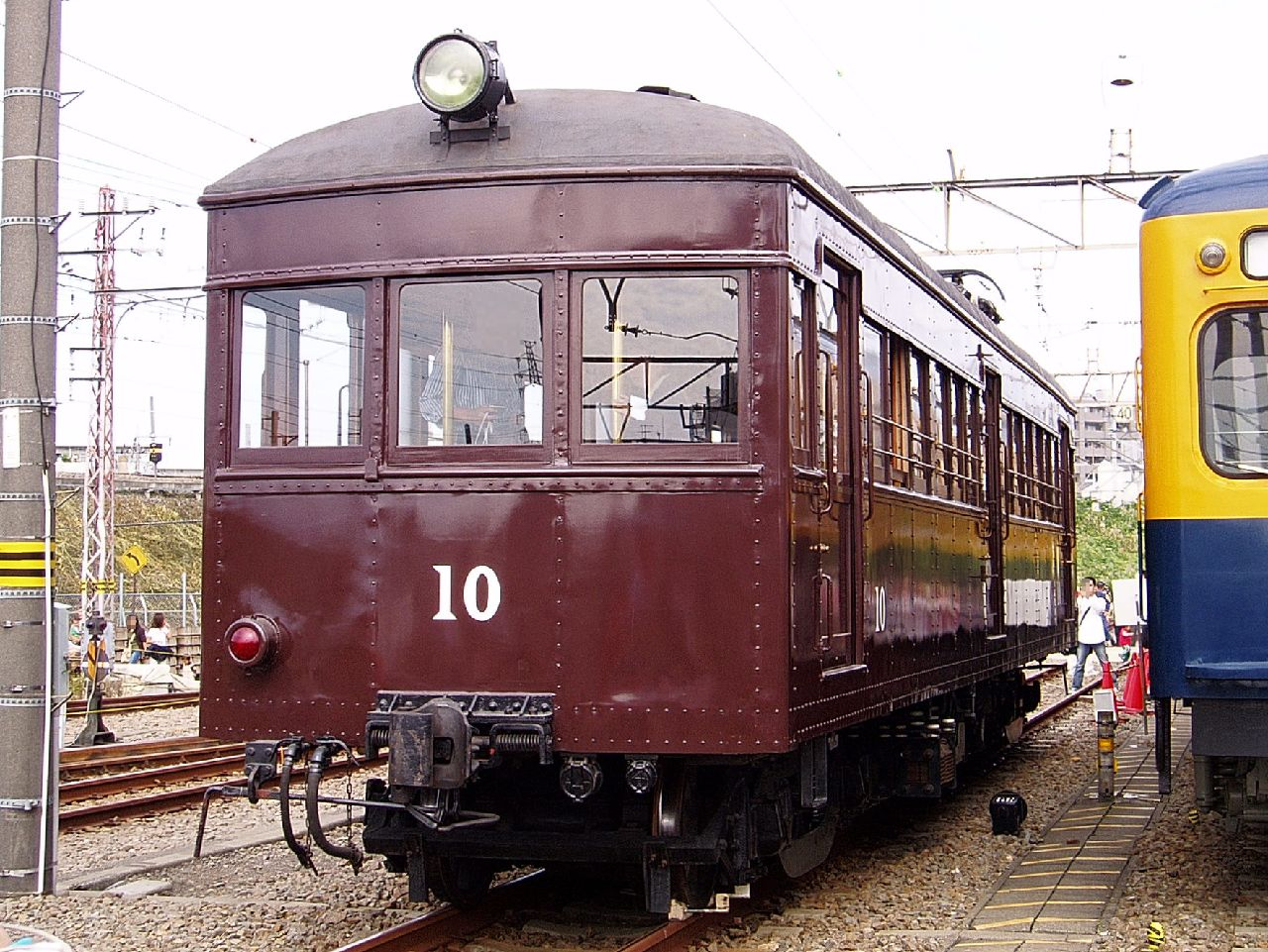
「小田急」小田原急行鉄道の当時の電車（1形・復元）

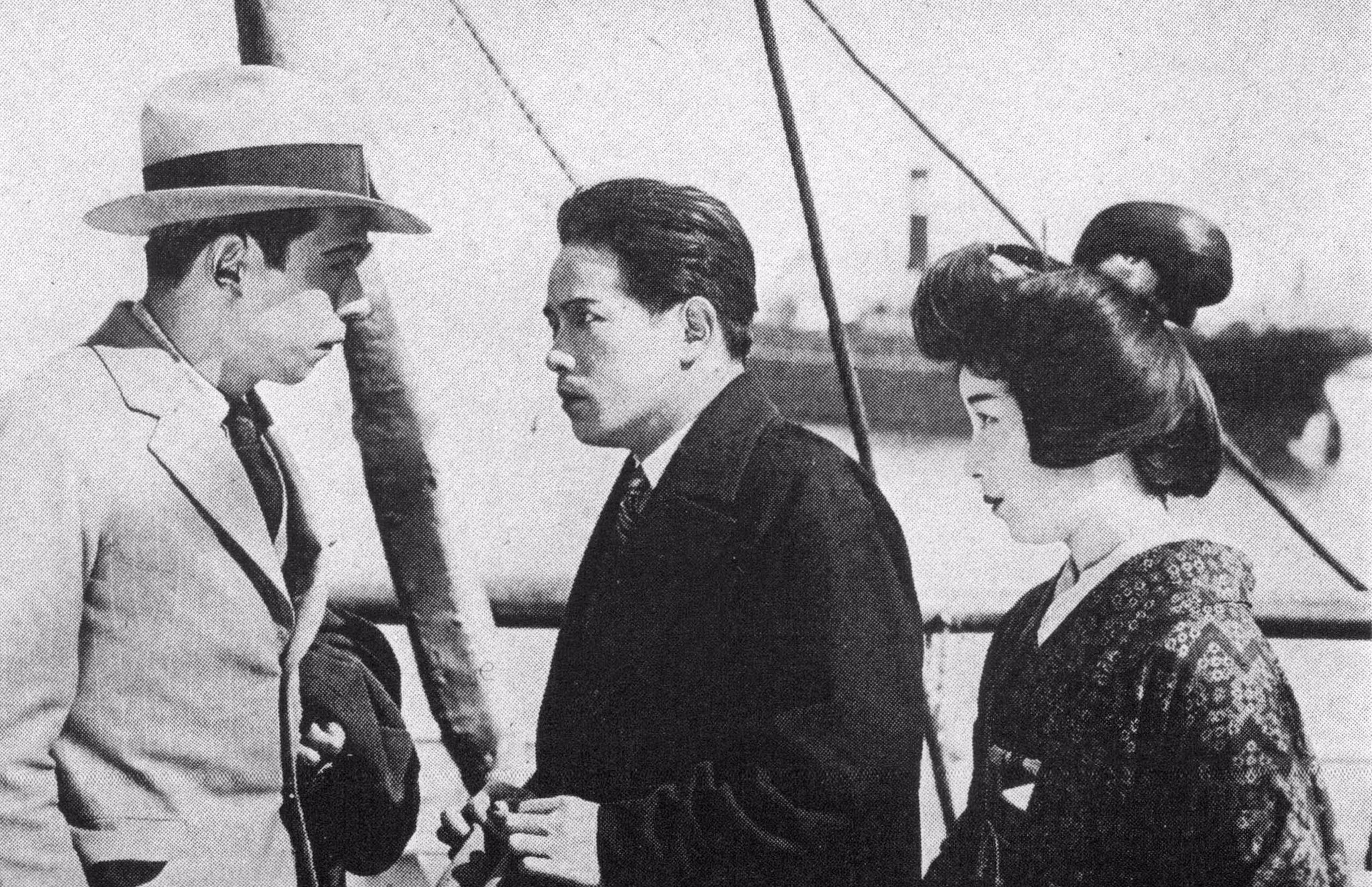
左から一木礼二、小杉勇、夏川静江

### 概要
- 製作：日活（太秦撮影所）
- 公開：1929年（昭和4年）5月31日[5]。
- 原作完結前に映画化されたため、ラストシーンはオリジナルとなっている。しかし脚本を担当する予定だった畑本秋一が病気で降板し、主役の夏川静江も病気になるなどのトラブルが続いたため撮影は遅れ、本来はトーキーとして上映する予定だったが失敗し、サイレント映画となった。内容も、階級的対立を押し出すなど原作と歌とで乖離してしまったこともあり、興業的には失敗に終わった[2]。映画の冒頭では常にレコードが流され、東京の街並みと共に歌の歌詞が登場した。
- オリジナルは101分だが、現存するのは30分余りである（日本のほかに、フランスのシネマテーク・フランセーズがプリントを所有している[6]）。現在では、『瀧の白糸』と併せてDVDが発売されている。

### キャスト
- 道代（折枝）：夏川静江
- 藤本良樹：一木礼二
- 藤本の父：高木永二
- 佐久間雄吉：小杉勇
- 早百合：入江たか子
- 早百合の妹・なつ子：佐久間妙子
- 澄江（るり子）：滝花久子
- ピアニスト山野：神田俊二
- 劇作家・島津健：南部章三
- 洋画家・松並信男：谷幹一
- 信男の弟・敏男：見明凡太郎
- 子爵・工藤三郎：金平軍之助
- 外交官・安田：伊藤隆也

### スタッフ
- 監督：溝口健二
- 脚色：木村千疋男
- 原作：菊池寛

## 主題歌・東京行進曲
作詞西條八十、作曲中山晋平、唄佐藤千夜子。本作以前の日本においてもヒット曲映画化作品は多くみられたものの、はっきりと映画主題歌として作られた楽曲としては日本で最初の成功例とされ、「日本の映画主題歌（映画とタイアップした曲）の第1号」とみなされている。映画公開の1か月前、1929年（昭和4年）5月1日にビクターレコードから発売され、25万枚を売り上げた。B面曲は『紅屋の娘』。レコード品番は50755-A（東京行進曲）、50755-B（紅屋の娘）。
モボ・モガが行き交う昭和初期の開放的な銀座の風俗が唄われている。ただし、西條自身は詩の内容について「不合理に膨張した経済生活の下に乱舞してゐる浮華な現代の首都人の生活のジャズ的諷刺詩」と言っており、原作とは関連をほとんど持っていなかった。
西條に詩を依頼したのは樋口正美（日活宣伝部長）で、菊池寛の小説と関係なくてよいが十分に流行性のあるものという注文だった。西條が基本方針としたのは、東京の現在のモダン風景の戯画としての謡であり、流行させるためによりレベルを下げる点にあった。
西沢爽の『雑学東京行進曲』によると四節の歌詞のうち、一節四行（四聯）の前と後の二行が独立した形であり、これは伝統的な二十六字詩（三四、四三、三四、五、または七七七五）の形式を踏襲している。例えば一節の「昔恋しい」から「誰が知ろ」でひとくぎり、「ジャズで踊って」　から「涙雨」でひとくぎりとよめる定型詩である。
1番の歌詞で「ダンサーの涙雨」となっているところは初め「彼女の涙雨」だったが、中山の注文により書き直された。西條は何故ダンサーが泣くのか解らないが流行ればよいとして応じた。
4番の「シネマ見ましょか お茶飲みましょか いっそ小田急で逃げましょか」の部分は、ビクターの文芸部長だった岡庄五より書き直しを要請され直した。西條の原案では「長い髪してマルクスボーイ 今日も抱える『赤い恋』」だった。しかしレコード会社はこの歌詞が当局を刺激することになのではと警戒し、西條に頼んで書き直してもらった結果、小田急が登場したのだという。西條本人は詩の内容としては奇妙だが、効果があったとしている。
4番の「いっそ小田急（おだきゅ）で逃げましょか」という歌詞から「小田急（おだきゅ）る」という言葉が当時流行った。その時、小田急の重役がレコード会社に「『東京行進曲』の製作責任者を出せ!」と怒鳴り込んできた。当時小田急はまだ通称で、「小田原急行鉄道」が社名であったため、略された上に「駆け落ち電車」とは何事だ、ということである。その後社名が正式に小田急電鉄に改称されると、「会社の宣伝になった」ということで、西條八十は小田急電鉄から終身有効の「優待乗車証」が支給された。
1998年11月21日にビクターエンタテインメントからシングルCDとして再発。カップリングはオリジナルと同じく『紅屋の娘』を収録しているほか、両曲のカラオケも収録されている。

### 流行歌論争
6月14日、ラジオ放送が予定されていた二村定一歌唱の「東京行進曲」が中止された。7月には伊庭孝がラジオで「東京行進曲」を公に批判し「江戸っ子の面汚し」「先祖の助六に申し訳ない」とまで罵った。向こう意気の強い西條はラジオ局に反論の機会を与えるように要請したが断られた。さらに伊庭は新聞で「軟弱・悪趣味の現代民謡」(『読売新聞』昭和4年8月4日)で批判、西條八十が同紙上の「伊庭孝氏に與ふー『東京行進曲』と僕ー」で反論。（ラジオで童謡の「かなりや」を十年前に書いた西條がとの批判に対し）「かなりや」は純真な児童の心の糧とするための抒情詩で、「東京行進曲」は現代人のジャズ的風刺であり、これを同列に批判するのは馬鹿げている。癪にさはるなら、それを好んでうたう大衆を責めるがいい。流行歌も、ますます書いていくとしたが、最後にいつかは大衆も飽きるため伊庭の好む堅い曲に移るだろうと結んだ。同じ新聞の囲み記事では中山が五千円、歌手の佐藤は二千五百円に対して西條は原稿料のため三十円とされている。
この流行歌論争については倉田喜弘『日本レコード文化史』東京書籍（東書選書 124）、毛利眞人『ニッポン　エロ・グロ・ナンセンス　昭和モダン歌謡の光と影』（講談社選書メチエ）、菊池清麿『昭和演歌の歴史』（アルファベータブックス）でも取り上げている。

### レコード・トーキー
1929年には、「東京行進曲」のレコードを使用したレコード・トーキー方式による9.5mmフィルムの白黒映画『東京行進曲』が製作された。製作：服部小型映画研究所。監督はアマチュア映像作家の服部茂。現在のミュージッククリップに近いものと言われる。
アマチュア作品ながら評判になり、要望に応じて複製フィルムを頒布していた。頒布を中止するまでに100本が複製された。
2006年、複製フィルムとレコードが東京国立近代美術館フィルムセンター（現・国立映画アーカイブ）に寄贈された。2008年には複製フィルムを素材として、レコード音声入り35mmフィルムにブロー・アップした。また、2012年には原盤フィルムが服部の遺族から東京国立近代美術館フィルムセンターに寄贈されている。

#### ストーリー
佐藤千夜子が歌う同名の流行歌「東京行進曲」に合わせて、東京の街並みが映し出される。